# Актачи
Актачи́ (крим. Aqtaçı, з 1945 по 2023 рік — Фу́рмановка) — село в Україні, в Бахчисарайському районі Автономної Республіки Крим. Підпорядковане Долинненській сільській раді.
Площа села становить 107,8 га, у 480 дворах, за даними сільради на 2009 рік, проживало 779 осіб, раніше було частиною найбагатшого колись колгоспу Перемога, зараз — Агрофірма «Перемога», ТОВ «Сади Бахчисараю» та ТОВ «Бахчисарайська долина».

## Історія
Вперше село зустрічається в документах Кримського ханства у 1679 році.
Назва села — звання, що в придворній ієрархії ханського двору присвоювалося ханським конюхам.
12 травня 2016 року постановою Верховної Ради України Фурманівці було повернено історичну назву. Ця постанова «набирає чинності з моменту повернення тимчасово окупованої території Автономної Республіки Крим та міста Севастополь під загальну юрисдикцію України». Постанова набрала чинности у 2023 році.